# 마르첼로 알바레스

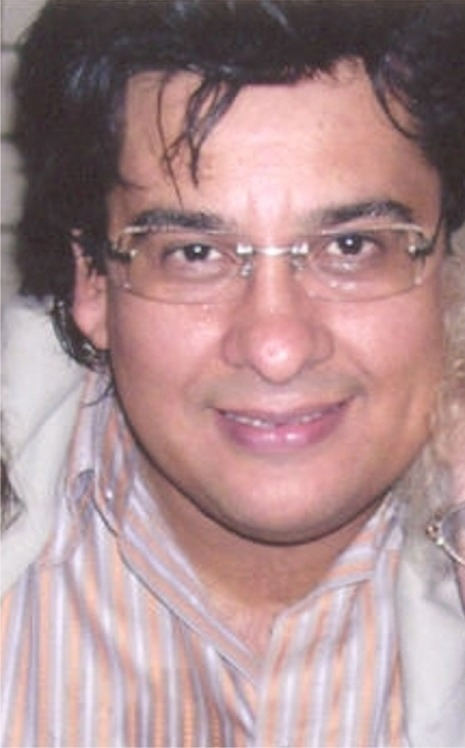
2005년 9월

마르셀로 라울 알바레쓰(스페인어: Marcelo Raúl Álvarez, 1962년 2월 27일 ~ )는 아르헨티나의 테너 가수이다.